# Ошонвиле
Ошонвиле (фр. Auchonvillers) насеље је и општина у североисточној Француској у региону Пикардија, у департману Сома која припада префектури Перон.
По подацима из 2011. године у општини је живело 129 становника, а густина насељености је износила 22,55 становника/km². Општина се простире на површини од 5,72 km². Налази се на средњој надморској висини од 158 метара (максималној 157 m, а минималној 117 m).

## Демографија
| 1962. | 1968. | 1975. | 1982. | 1990. | 1999. | 2011. |
| ----- | ----- | ----- | ----- | ----- | ----- | ----- |
| 152   | 157   | 152   | 128   | 112   | 147   | 129   |

График промене броја становника у току последњих година